# Seaside Heights
Seaside Heights é um distrito localizado no estado americano de Nova Jérsei, no Condado de Ocean.

## Demografia
Segundo o censo americano de 2000, a sua população era de 3155 habitantes.
Em 2006, foi estimada uma população de 3242, um aumento de 87 (2.8%).

## Geografia
De acordo com o United States Census Bureau tem uma área de
2,0 km², dos quais 1,6 km² cobertos por terra e 0,4 km² cobertos por água.

## Localidades na vizinhança
O diagrama seguinte representa as localidades num raio de 8 km ao redor de Seaside Heights.